# Лаурі Крістіан Реландер
Ла́урі Крістіан Рела́ндер (фін. Lauri Kristian, уроджений Ларс Крістіан Рела́ндер, швед. Lars Kristian Relander; 31 травня 1883, Куркіьокі — 9 лютого 1942, Гельсінкі) — другий президент Фінляндії (1925—1931) від партії Аграрний союз Фінляндії.

## Біографія
Народився в родині директора Куркіекської сільськогосподарської школи. Закінчив Куркіекську середню школу і сільськогосподарське училище, навчався у Виборзькому реальному ліцеї, а потім вступив до Імператорського Олександрівського університету. За освітою — магістр філософії і агроном. У 1905 році одружився з Сигне Марією Остерман. У них у шлюбі народилися дочка і син. У 1908-17 роках займався дослідницькою роботою на сільськогосподарській дослідній станції в Гельсінкі, вивів шість нових сортів вівса. У 1914 році став доктором філософії. У 1910-13 і 1917-20 роках обирався депутатом парламенту від Аграрного союзу, ставши одним з його лідерів. У 1919 році став спікером парламенту.
У 1920 році став губернатором Виборзької губернії. У 1925 році був висунутий кандидатом у президенти від Аграрного союзу, тоді як кілька провідних претендентів на цю посаду від партії відмовилися від висунення. Був обраний колегією виборців у третьому турі голосування, набравши 172 голоси, тоді як його суперник від Національної прогресивної партії Рісто Рюті отримав підтримку 109 вибірників.
Загалом мав правий світогляд. Так, він наполягав на парламентській забороні діяльності Комуністичної партії Фінляндії і підтримував крайніх правих націоналістів. Водночас він дозволив сформувати уряд меншості фінським соціал-демократам і призначив першу в історії країни жінку-міністра. Був противником сухого закону в Фінляндії.
Реландера прозвали «Reissu-Lasse» («Ті, хто їздить Лаури»), тому що він досить часто їздив за кордон — в Естонію, Латвію, Швецію, Норвегію і в Данію. У зовнішній політиці Реландер дотримувався пріоритету у розвитку відносин своєї країни з найближчими сусідами, намагаючись реалізувати ідею співдружності країн Балтійського регіону.
Після закінчення президентського терміну до своєї смерті був директором страхової компанії «Suomen maalaisten paloapuyhdistys». Помер в 1942 році від інфаркту.